# Tetranematichthys quadrifilis
Tetranematichthys quadrifilis är en fiskart som först beskrevs av Kner, 1858.  Tetranematichthys quadrifilis ingår i släktet Tetranematichthys och familjen Auchenipteridae. Inga underarter finns listade i Catalogue of Life.